# Zbigniew Zysk
Zbigniew Zysk (ur. 25 kwietnia 1950 w Olsztynie, zm. 4 listopada 2020 tamże) – polski polityk, rzeczoznawca majątkowy i samorządowiec, poseł na Sejm II kadencji.

## Życiorys
Syn Bolesława i Józefy. Posiadał wykształcenie wyższe. W latach 80. był wiceprezesem zarządu Spółdzielni Mieszkaniowej „Pojezierze” w Olsztynie. Działał w Stronnictwie Demokratycznym, z ramienia którego sprawował funkcję wiceprzewodniczącego Miejskiej Rady Narodowej w Olsztynie (1988–1990). Kandydował w wyborach parlamentarnych w 1989 w okręgu olsztyńskim, przegrywając z Teresą Dobielińską-Eliszewską.
W latach 1990–1994 pełnił funkcję wiceprezydenta Olsztyna. W 1993 został wybrany na posła z listy Unii Pracy (pozostając członkiem SD). Po odejściu z Klubu Parlamentarnego UP zasiadał w kole poselskim Nowa Demokracja, później pozostał posłem niezrzeszonym. W 1996 założył własną partię pod nazwą „Partia Demokratyczna Przedsiębiorczość Polska” (wyrejestrowaną w 1999). Bez powodzenia ubiegał się o reelekcję w wyborach w 1997 z ramienia Unii Prawicy Rzeczypospolitej. W 2001 przez krótki okres związany z Platformą Obywatelską. Od 2003 kierował warmińsko-mazurskim okręgiem Inicjatywy dla Polski, następnie był członkiem władz regionalnych Partii Centrum. W 2006 bezskutecznie kandydował do Sejmiku Województwa Warmińsko-Mazurskiego z ramienia Polskiego Stronnictwa Ludowego.
Prowadził własną działalność gospodarczą. Był rzeczoznawcą majątkowym, wchodził w skład zarządu głównego Polskiego Stowarzyszenia Rzeczoznawców Wyceny Nieruchomości. Zmarł na skutek COVID-19 w okresie światowej pandemii tej choroby.